# Pithecia chrysocephala
El saki de cara dorada (Pithecia chrysocephala) es una especie de mono saki, un tipo de mono del Nuevo Mundo. Se encuentra en Brasil, al norte del Amazonas, a ambos lados del Río Negro. Esta especie fue considerada anteriormente una subespecie del saki de cara blanca, pero se elevó a la categoría de especie completa en 2014. La especie recibe su nombre por la coloración del macho, que tiene pelo corporal negro pero pelo facial de color naranja o marrón rojizo. La hembra tiene un color corporal más claro y más piel desnuda en la cara, con líneas de pelo naranja que se extienden desde debajo de los ojos alrededor del hocico, así como pelaje ventral naranja. El saki de cara dorada presenta una bóveda craneal más pequeña, menos prognática y menos esférica que el saki de cara blanca.